# دانشگاه نانتر پاریس
دانشگاه پاریس نانتر (به فرانسوی: Université Paris Nanterre) یک دانشگاه تحقیقاتی دولتی است که در حومه غربی نانتر (منطقه تجاری پاریس) فرانسه واقع شده‌است. این دانشگاه یکی از معتبرترین دانشگاه‌های فرانسه در زمینه‌های حقوق، علوم انسانی، علوم سیاسی، علوم اجتماعی و اقتصاد است.
دانشگاه نانتر پاریس در سال ۱۹۶۴ در حومه پاریس، با هدف گسترش دانشگاه سوربن و برپایه مدل دانشگاه‌های آمریکایی ساخته شد. نیکلا سارکوزی رئیس‌جمهور پیشین فرانسه از دانش‌آموختگان این دانشگاه است.